# Monument Grenadiers en Jagers

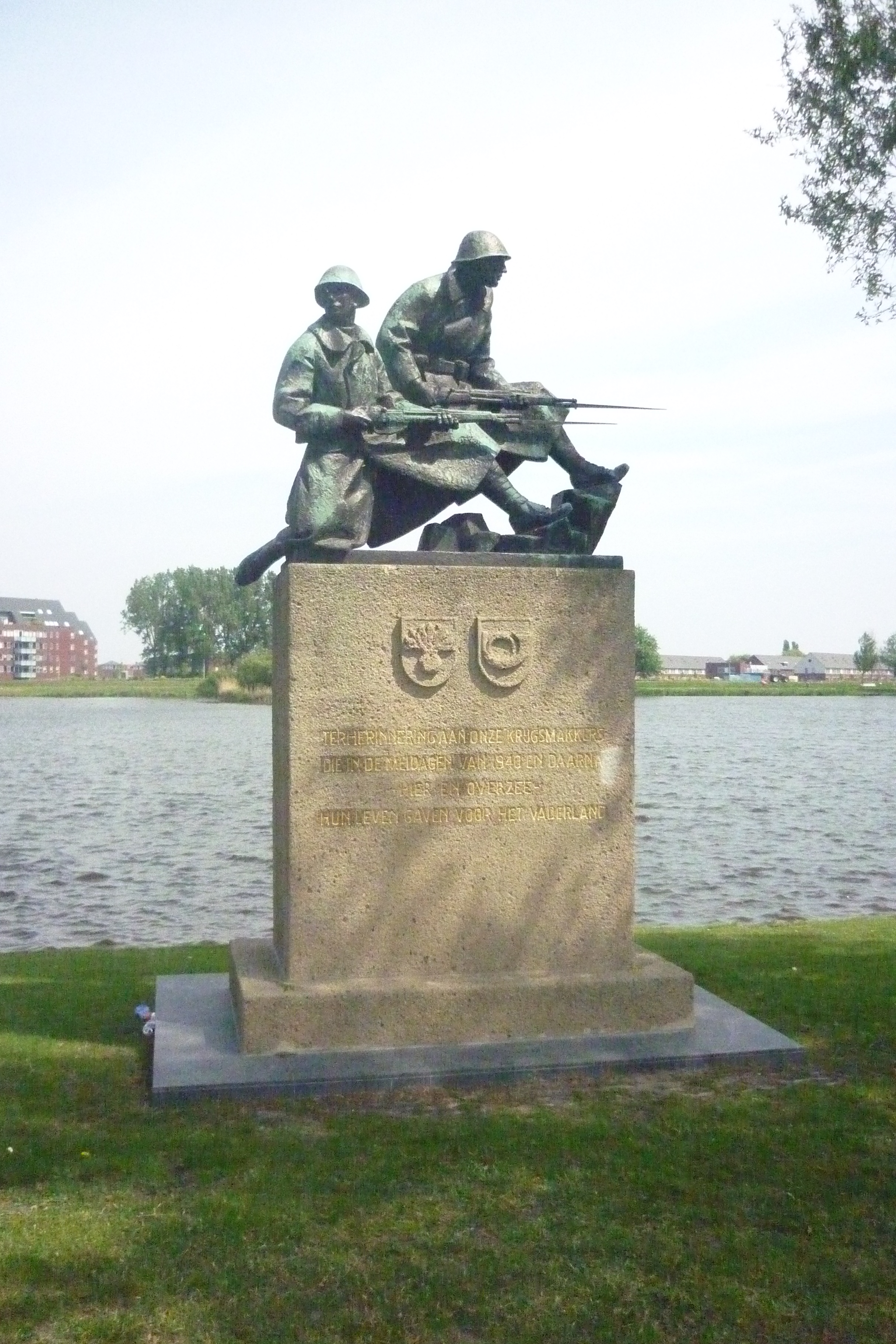
Böttgerwater Ypenburg

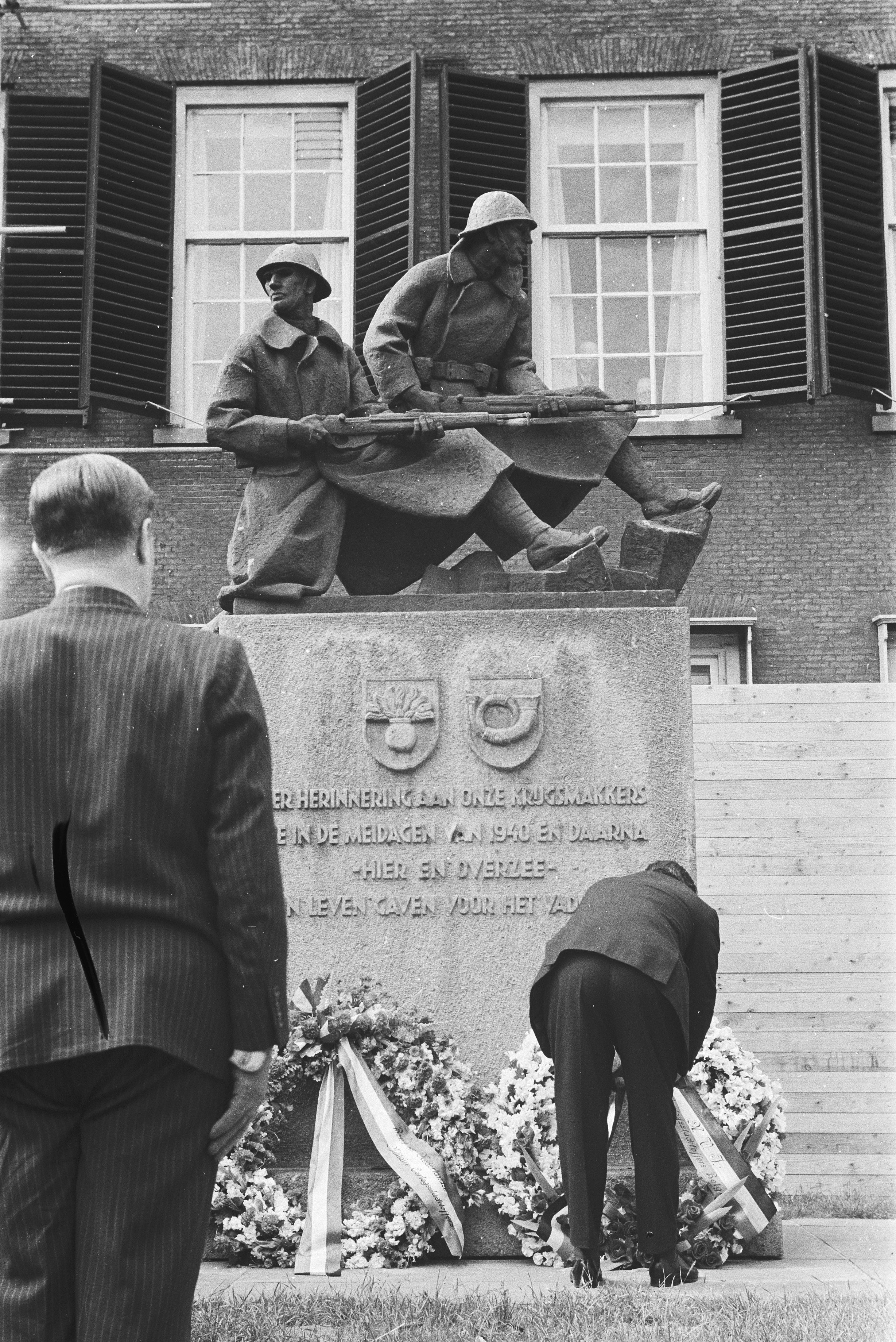
Het monument tijdens kranslegging in 1960, Hofweg Den Haag

Het Monument Grenadiers en Jagers is een monument ter nagedachtenis aan militairen uit het Regiment Garde Grenadiers en Jagers die sinds 1940 omgekomen zijn. Het beeld werd gemaakt door kunstenaar Dirk Bus en is onthuld in 1951.

## Onthulling
Het monument is onthuld op 6 oktober 1951 door generaal H.G. Winkelman aan de Hofweg in Den Haag en stond hier tot november 1964. Van 1964 tot 2010 stond dit monument op de Johan De Wittlaan in Den Haag. In april 2010 werd het overgeplaatst naar het Böttgerwater op Ypenburg. Daar werd het op 10 mei (opnieuw) onthuld door burgemeester Jozias van Aartsen en de commandant van het Regiment Garde Grenadiers en Jagers, luitenant-kolonel Maurice Timmermans. De gouverneur van de Residentie, luitenant-generaal mr. Dick van Putten en de Inspecteur-Generaal der Krijgsmacht luitenant-generaal Lex Oostendorp waren hierbij ook aanwezig.

## Achtergrond
Tijdens de Duitse aanval op Nederland in 1940 werd rond Vliegveld Ypenburg fel gevochten. Nederlandse militairen heroverden het vliegveld op de Duitse luchtlandingstroepen. In en rond Den Haag verloren 515 Nederlandse militairen het leven van wie 208 tot het Regiment Garde Grenadiers en Jagers behoorden.
De tekst op het monument is als volgt:
TER HERINNERING AAN ONZE KRIJGSMAKKERS 

DIE IN DE MEIDAGEN VAN 1940 EN DAARNA 

HIER EN OVERZEE

HUN LEVEN GAVEN VOOR HET VADERLAND

Sinds 2010 vindt er jaarlijks op 10 mei bij dit monument een herdenking plaats. Leerlingen van Basisschool De Startbaan hebben het monument geadopteerd: kinderen van groep 7 verzorgen het monument en zijn bij de herdenking aanwezig.

## Referentie
- Beschrijving van het monument bij het Nationaal Comité 4 en 5 mei.